# Stråsjö

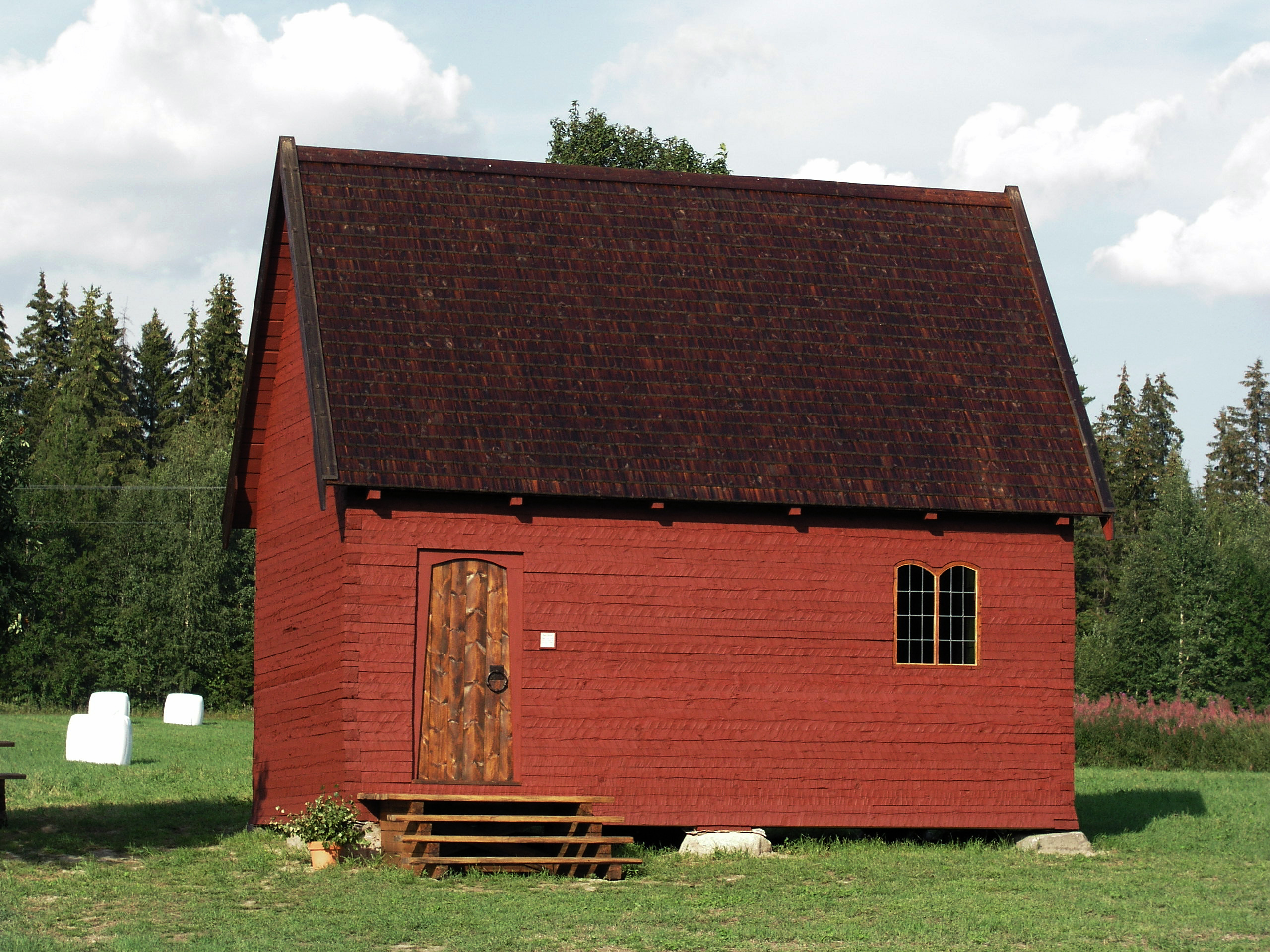
Stråsjö kapell

Stråsjö är en by i Bjuråkers socken i Hudiksvalls kommun, Hälsingland. Byn består av delarna Västerstråsjö och Österstråsjö.
I byområdet återfinns Stråsjö kapell som invigdes 2006.
Stråsjöleden är en färdväg som leder västerut från Enånger vid kusten i Hudiksvalls kommun och möter Jämt-Norgeleden som går fram till Trondheim. Det är en mycket gammal väg som tidigt var viktig. I dag är det en modern pilgrimsled.